# British Academy Film Awards 1973
Die 26. Verleihung der British Academy Film Awards fand 1973 in London statt. Die Filmpreise der British Academy of Film and Television Arts (BAFTA) wurden in 17 Kategorien verliehen; hinzu kam ein Ehrenpreis. Die Verleihung zeichnete Filme des Jahres 1972 aus.
| Film                              | N  | A |
| --------------------------------- | -- | - |
| Cabaret                           | 11 | 7 |
| Uhrwerk Orange                    | 7  | 0 |
| Der junge Löwe                    | 6  | 1 |
| Die letzte Vorstellung            | 6  | 3 |
| Brennpunkt Brooklyn               | 5  | 2 |
| Der Pate                          | 5  | 1 |
| Beim Sterben ist jeder der Erste  | 3  | 0 |
| Die große Liebe der Lady Caroline | 3  | 0 |
| Alice im Wunderland               | 2  | 2 |
| Der Garten der Finzi Contini      | 2  | 1 |
| Die Höllenfahrt der Poseidon      | 2  | 1 |
| Hospital                          | 2  | 1 |
| Macbeth                           | 2  | 1 |

## Preisträger und Nominierungen
Mit elf Nominierungen hatte Bob Fosses Cabaret im Vorfeld der Verleihung als großer Favorit gegolten und war mit sieben gewonnenen BAFTAs schließlich auch der Gewinner des Abends. Zu den Verlierern gehörte Stanley Kubricks Uhrwerk Orange, das bei sieben Nominierungen leer ausging.

### Bester Film
Cabaret – Regie: Bob Fosse
Brennpunkt Brooklyn (The French Connection) – Regie: William Friedkin
Die letzte Vorstellung (The Last Picture Show) – Regie: Peter Bogdanovich
Uhrwerk Orange (A Clockwork Orange) – Regie: Stanley Kubrick

### United Nations Award
Der Garten der Finzi Contini (Il giardino dei Finzi-Contini)  – Regie: Vittorio De Sica
A Day in the Death of Joe Egg – Regie: Peter Medak
Familienleben (Family Life) – Regie: Ken Loach
Ein Tag im Leben des Iwan Denissowitsch (One Day in the Life of Ivan Denisovich) – Regie: Caspar Wrede

### Beste Regie
Bob Fosse – Cabaret
Peter Bogdanovich – Die letzte Vorstellung (The Last Picture Show)
William Friedkin – Brennpunkt Brooklyn (French Connection)
Stanley Kubrick – Uhrwerk Orange (A Clockwork Orange)

### Bester Hauptdarsteller
Gene Hackman – Die Höllenfahrt der Poseidon (The Poseidon Adventure) und Brennpunkt Brooklyn (French Connection)
Marlon Brando – Das Loch in der Tür (The Nightcomers) und Der Pate (The Godfather)
George C. Scott – Der verkehrte Sherlock Holmes (They Might Be Giants) und Hospital (The Hospital)
Robert Shaw – Der junge Löwe (Young Winston)

### Beste Hauptdarstellerin
Liza Minnelli – Cabaret
Stéphane Audran – Der Schlachter (Le boucher)
Anne Bancroft – Der junge Löwe (Young Winston)
Dorothy Tutin – Savage Messiah

### Bester Nebendarsteller
Ben Johnson – Die letzte Vorstellung (The Last Picture Show)
Max Adrian – Boyfriend (Ihr Liebhaber) (The Boyfriend)
Robert Duvall – Der Pate (The Godfather)
Ralph Richardson – Die große Liebe der Lady Caroline (Lady Caroline Lamb)

### Beste Nebendarstellerin
Cloris Leachman – Die letzte Vorstellung (The Last Picture Show)
Marisa Berenson – Cabaret
Eileen Brennan – Die letzte Vorstellung (The Last Picture Show)
Shelley Winters – Die Höllenfahrt der Poseidon (The Poseidon Adventure)

### Bester/beste Nachwuchsdarsteller/-in
Joel Grey – Cabaret
Bud Cort – Harold und Maude (Harold and Maude)
Al Pacino – Der Pate (The Godfather)
Simon Ward – Der junge Löwe (Young Winston)

### Bestes Drehbuch
Peter Bogdanovich, Larry McMurtry – Die letzte Vorstellung (The Last Picture Show)

Paddy Chayefsky – Hospital (The Hospital)
Jay Presson Allen – Cabaret
Stanley Kubrick – Uhrwerk Orange (A Clockwork Orange)

### Beste Kamera
Geoffrey Unsworth – Alice im Wunderland (Alice’s Adventures in Wonderland) und Cabaret
John Alcott – Uhrwerk Orange (A Clockwork Orange)
Ennio Guarnieri – Der Garten der Finzi Contini (The Garden of the Finzi-Continis )
Vilmos Zsigmond – Beim Sterben ist jeder der Erste (Deliverance), McCabe & Mrs. Miller und Spiegelbilder (Images)

### Bester Schnitt
Gerald B. Greenberg – Brennpunkt Brooklyn (The French Connection)
David Bretherton – Cabaret
Bill Butler – Uhrwerk Orange (A Clockwork Orange)
Tom Priestley – Beim Sterben ist jeder der Erste (Deliverance)

### Bestes Szenenbild
Rolf Zehetbauer – Cabaret
John Barry – Uhrwerk Orange (A Clockwork Orange)
Carmen Dillon – Die große Liebe der Lady Caroline (Lady Caroline Lamb)
Don Ashton, Geoffrey Drake – Der junge Löwe (Young Winston)

### Beste Kostüme
Anthony Mendleson – Alice im Wunderland (Alice’s Adventures in Wonderland), Der junge Löwe (Young Winston) und Macbeth (The Tragedy of Macbeth)
Charlotte Flemming – Cabaret
Anna Hill Johnstone – Der Pate (The Godfather)

### Beste Filmmusik
Nino Rota – Der Pate (The Godfather)
Richard Rodney Bennett – Die große Liebe der Lady Caroline (Lady Caroline Lamb)
Alfred Ralston – Der junge Löwe (Young Winston)
Third Ear Band – Macbeth (The Tragedy of Macbeth)

### Bester Ton
David Hildyard, Robert Knudson, Arthur Piantadosi – Cabaret
Jim Atkinson, Walter Goss, Doug E. Turner – Beim Sterben ist jeder der Erste (Deliverance)
Brian Blamey, John Jordan, Bill Rowe – Uhrwerk Orange (A Clockwork Orange)
Christopher Newman, Theodore Soderberg – Brennpunkt Brooklyn (The French Connection)

### Bester Kurzfilm
Memorial – Regie: James Allen
History of the Motor Car – Regie: Bill Mason
The Tide of Traffic – Regie: Derek Williams

### Bester spezialisierter Film
Cutting Oils And Fluids – Regie: Lawrence Crabb
We Call it Petrol – Regie: David Morphet
What Did You Learn at School Today? – Regie: Robert Giles
What Is Life? – Regie: Kenneth Horn

## Academy Fellowship
Grace Wyndham Goldie, britische Fernsehproduzentin